# The Melancholy E.P.
The Melancholy E.P. è un disco della band power metal Iced Earth pubblicato nel 1999 e poi ripubblicato ufficialmente nel 2001.

## Tracce
1. Melancholy (Holy Martyr)
2. Shooting Star
3. Watching Over Me
4. Electric Funeral
5. I Died For You
6. The Ripper
7. Colors

## Formazione
- Jon Schaffer - Chitarrista
- Matthew Barlow - Cantante
- James MacDonough - Bassista
- Larry Tarnowski - Chitarrista
- Rick Risberg - Tastierista
- Brent Smedley - Batterista